# Kettmannshausen
Kettmannshausen ist ein Ortsteil der Stadt Arnstadt im Ilm-Kreis (Thüringen).

## Lage
Durch den Ort führt die Kreisstraße 7. Kettmannshausen liegt etwa 1 km nördlich von Wipfra.
Der markante Gottlobsberg bei Kettmannshausen erinnert an eine kultische Bedeutung in diesem Gebiet.

## Geschichte
Kettmannshausen wird erstmals im Jahre 1450 urkundlich erwähnt. W. Kahl weist die urkundliche Ersterwähnung von Kettmannshausen 1360–1366 nach.
Die Vikarie-Kapelle St. Nicolaus wurde 1180 erbaut. Die untere Mauer der Kirche und der Apsis stammen aus romanischer Zeit. Im Dachreiter, der 1768 gebaut wurde, befindet sich eine kleine Glocke mit der Jahreszahl 1491.
Der Ort Kettmannshausen, welcher als Exklave des Herzogtums Sachsen-Gotha in der Schwarzburger Oberherrschaft lag, gehörte ursprünglich den Herren von Witzleben zu Liebenstein. Er kam um 1726 von diesen an den Geheimratsdirektor Johann Friedrich II. Bachoff von Echt. Von dessen Erben kaufte es der Kammerherr und Oberste August von Berbisdorf. Ab 1858 gehörte der Ort zum Landratsamt Ohrdruf im Herzogtum Sachsen-Coburg und Gotha. Seit 1920 gehört der Ort zum Land Thüringen.

## Politik
Die Arnstädter Ortsteile Kettmannshausen, Neuroda, Reinsfeld, Schmerfeld und Wipfra haben eine gemeinsame Ortsteilverfassung gemäß § 45 Thüringer Kommunalordnung, sodass für alle fünf Ortsteile ein gemeinsamer Ortsteilbürgermeister und Ortsteilrat zuständig ist.
Der ehrenamtliche Ortsteilbürgermeister ist seit 2019 Dietmar Krause, er wurde zuletzt bei den Kommunalwahlen in Thüringen am 26. Mai 2024 im Amt bestätigt. Zusammen mit sechs weiteren Mitgliedern bildet Krause den Ortsteilrat.

## Wirtschaft
In Kettmannshausen wurde 1997 die Initiative „Solardorf Kettmannshausen“ ins Leben gerufen. Im Ort wurden zahlreiche Häuser mit Solarzellen ausgestattet; darüber hinaus finden dort Bildungs- und Informationsveranstaltungen zum Thema Erneuerbare Energien statt.